# Enemy (Lenny)
Enemy è un singolo della cantautrice ceca Lenny, pubblicato il 20 aprile 2018 come primo estratto dal secondo album in studio Circus.

## Video musicale
Il videoclip è stato pubblicato il 20 aprile 2018 sul canale Vevo-YouTube della cantante ed è in gran parte girato all'interno di una casa. Alla fine del video Lenny esce di casa e va ad esibirsi in concerto.